# Offset (rapper)
Kiari Kendrell Cephus (Atlanta, 15 de dezembro de 1991), conhecido por seu nome artístico Offset, é um rapper e compositor norte-americano. É conhecido por fazer parte do trio de hip hop e trap Migos. Offset é parente de um dos companheiros de grupo, sendo primo de Quavo.

## Carreira na música
Em 2009, Offset formou Migos com Quavo e Takeoff. Eles estão diretamente relacionados; Offset é o primo de Quavo, e Quavo é o tio de Takeoff. Os três cresceram juntos em Gwinnett County, uma área principalmente suburbana, a meia hora a nordeste de Atlanta. "Eu não vou me sentar aqui como, 'Meu bairro foi difícil, e eu tive que sair e moer.' Nós nos tornamos difíceis para nós mesmos. Nós escolhemos ficar nas ruas", disse Quavo.
Com a Migos, o artista foi nomeado nas categorias de "Melhor Álbum de Rap" e em "Melhor Performance Rap" pela cerimônia do Grammy Awards de 2018.
Em 2019, cantou ao lado do trio Migos, a música "My Family" para a trilha sonora do filme de animação The Addams Family (2019), essa é uma colaboração ao lado de Rock Mafia, Snoop Dogg e a Karol G.

## Relacionamentos
Em 2017, Offset começou a namorar a rapper Cardi B dos Estados Unidos.
Em 27 de outubro de 2017, ele pediu ela em noivado durante a sua apresentação ao vivo na Powerhouse 99 da Power 99, na Filadélfia, na Pensilvânia.
Em 25 de junho de 2018, a TMZ encontrou uma licença de casamento revelando que Cardi B e Offset haviam se casado secretamente em setembro de 2017 em privado em seu quarto.
Em Dezembro de 2018, o relacionamento com Cardi B acabou.
No inicio de 2019, Offset e Cardi B reataram o seu casamento.

### Filhos
Ele tem 2 filhos e duas filhas, cada um com uma mãe diferente.
Em 10 de julho de 2018, nascida Kulture Kiari Cephus, a primeira criança nascida fruto do seu casamento com a Cardi B, a ganhadora da categoria de Melhor Álbum de Rap pelo Grammy Awards de 2019.
Em 27 de junho de 2021, foi anunciado oficialmente a segunda gravidez de Cardi B como fruto da sua relação com Offsef, durante a sua apresentação com o trio Migos na entrega dos prêmios BET Awards de 2021.
No dia 04 de setembro de 2021, o segundo filho de Offset com Cardi B nasceu; não foi revelado o nome da criança.

## Filmografia
| Ano  | Título  | Papel       | Notas                    |
| ---- | ------- | ----------- | ------------------------ |
| 2016 | Atlanta | Ele próprio | Episódio: "Go for Broke" |